# حسن محمدزاده
حسن محمدزاده (زاده ۱۳۱۶ در ارومیه - درگذشته دی ۱۴۰۱) کارگردان، نویسنده و مدرس سینمای اهل ایران بود.

## تحصیل و تدریس
وی لیسانس خود را در رشته کارگردانی سینما از دانشگاه کلمبیا آمریکا گرفت. سپس به اخذ فوق لیسانس همین رشته از دانشگاه شیکاگو نایل آمد.
در سال ۱۳۵۱ به ایران بازگشت و در دانشکده هنرهای زیبا به تدریس پرداخت.

## فیلم‌شناسی

### کارگردانی فیلم و سریال
| فیلم                   | سال ساخت |
| ---------------------- | -------- |
| حسرت                   | ۱۳۷۳     |
| زندان دیو              | ۱۳۶۹     |
| ملک خاتون              | ۱۳۶۹     |
| شکوه زندگی             | ۱۳۶۶     |
| گل مریم (فیلم)         | ۱۳۶۶     |
| حصار                   | ۱۳۶۲     |
| مترسک                  | ۱۳۶۳     |
| واسطه‌ها                | ۱۳۵۶     |
| تعقیب سری (سریال) ١٣٧٤ |          |

### نویسندگی
- زندان دیو
- گل مریم

### تهیه‌کنندگی
- گل مریم

### تدوین
- زندان دیو
- حصار

### طراحی صحنه
- زندان دیو